# Subterranea
Subterranea è un album del gruppo musicale neo-progressive britannico IQ, pubblicato nel 1997. È un doppio concept album.

## Tracce
Tutti i brani sono degli IQ, con testi di Peter Nicholls.
Disco 1
1. "Overture" – 4:38
2. "Provider" – 1:36
3. "Subterranea" – 5:53
4. "Sleepless Incidental" – 6:23
5. "Failsafe" – 8:57
6. "Speak My Name" – 3:35
7. "Tunnel Vision" – 7:24
8. "Infernal Chorus" – 5:10
9. "King of Fools" – 2:02
10. "The Sense in Sanity" – 4:48
11. "State of Mine" – 1:59

Disc 2
1. "Laid Low" – 1:29
2. "Breathtaker" – 6:04
3. "Capricorn" – 5:16
4. "The Other Side" – 2:22
5. "Unsolid Ground" – 5:04
6. "Somewhere in Time" – 7:11
7. "High Waters" – 2:43
8. "The Narrow Margin" – 20:00

## Formazione
- Paul Cook – percussioni
- John Jowitt – basso elettrico
- Mike Holmes – chitarra
- Peter Nicholls – voce
- Martin Orford – tastiera